# Vogelgrun
Vogelgrun (Duits: Vogelgrün) is een gemeente in het Franse departement Haut-Rhin in de regio Grand Est. De gemeente telde 630 inwoners op 1 januari 2022.

## Geschiedenis
De gemeente maakte voor 2015 deel uit van het arrondissement Colmar en kanton Neuf-Brisach. Op 1 januari 2015 fuseerde het arrondissement met het arrondissement Ribeauvillé tot het arrondissement Colmar-Ribeauvillé. Toen op 22 maart 2015 het kanton werd opgeheven werden de gemeenten ervan opgenomen in het kanton Ensisheim.

## Geografie
De oppervlakte van Vogelgrun bedraagt 5,03 vierkante kilometer; Op 1 januari 2022 was de bevolkingsdichtheid 125,2 inwoners per km².
De onderstaande kaart toont de ligging van Vogelgrun met de belangrijkste infrastructuur en aangrenzende gemeenten.

## Demografie
Onderstaande figuur toont het verloop van het inwonertal.